# Polyboroides radiatus
O gimnogene-malgaxe (Polyboroides radiatus) é uma espécie de ave de rapina da família Accipitridae.
É endémica de Madagáscar.

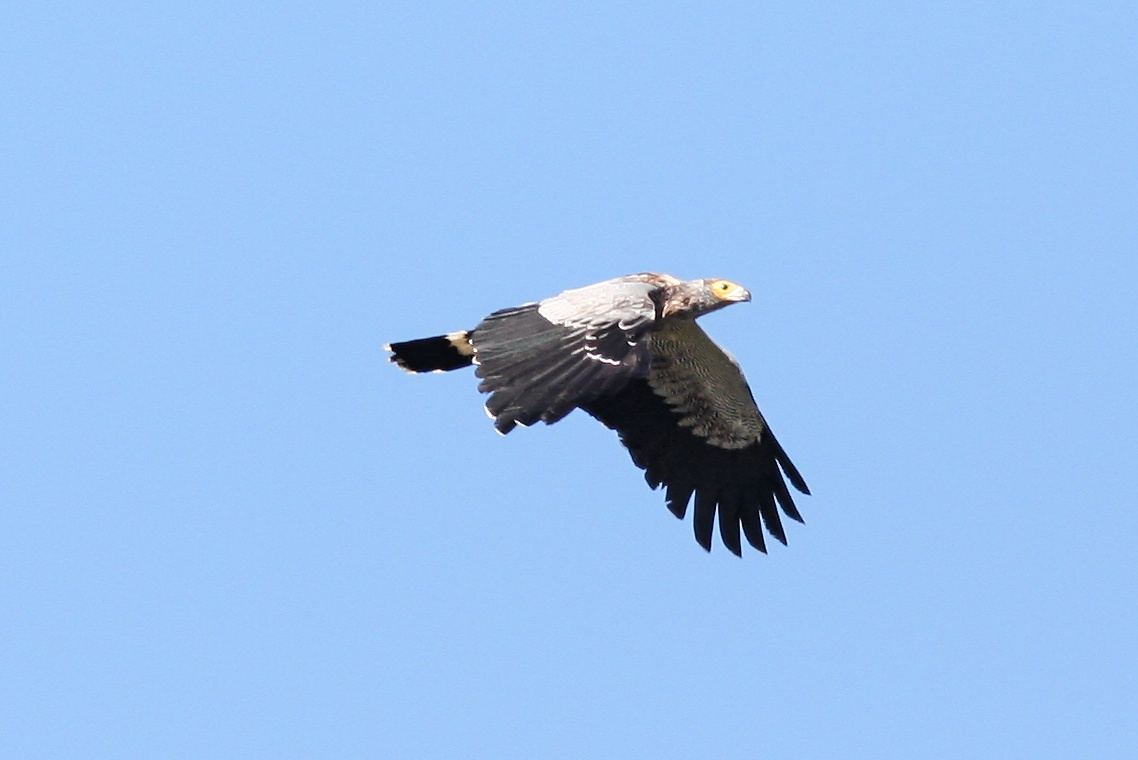
Espécime em voo

Os seus habitats naturais são: florestas subtropicais ou tropicais úmidas de baixa altitude e regiões subtropicais ou tropicais húmidas de alta altitude.